# Cynanchum decorsei
Cynanchum decorsei är en oleanderväxtart som först beskrevs av Julien Noël Costantin och Gallaud, och fick sitt nu gällande namn av Liede och Meve. Cynanchum decorsei ingår i släktet Cynanchum och familjen oleanderväxter. Inga underarter finns listade i Catalogue of Life.